# Dioscorea lepida
Dioscorea lepida är en enhjärtbladig växtart som beskrevs av Conrad Vernon Morton. Dioscorea lepida ingår i släktet Dioscorea och familjen Dioscoreaceae. Inga underarter finns listade i Catalogue of Life.